# 黄雪平
黄雪平（？—）江苏太仓人，中国人民解放军少将，曾任中央军委国际军事合作办公室副主任。

## 生平
2008年，黄雪平出任中华人民共和国国防部新闻事务局副局长、国防部新闻发言人。他和局长胡昌明是最早的国防部新闻发言人。2010年4月，黄雪平卸任，调任国防部外事办公室美洲大洋洲局局长。2016年6月之前，黄雪平接替周明少将担任中国常驻联合国代表团军事参谋团团长。中国常驻联合国代表团机构设置共12个部门，其中军事参谋团的职责是“参与联合国军事参谋团会议和活动，出席联合国维和出兵国会议及活动”。2016年八一建军节前，黄雪平晋升少将军衔，2023年，出任河南省軍區副司令員 。